# Świt (film)
Świt (szw. Om jag vänder mig om) – szwedzki dramat obyczajowy z 2003 roku w reżyserii Björna Runge, będący jego czwartym projektem fabularnym.

## Fabuła
Film przedstawia trzy równoległe historie rodzin na różnym etapie kryzysu. Olof jest murarzem zaharowującym się, by utrzymać żonę i córkę, ale zarazem tracącym z nimi kontakt za sprawą ciągłej nieobecności w domu. Małżeństwo Rickarda i Agnes rozpada się na naszych oczach z powodu zdrady. Wreszcie Anita jest już po rozwodzie i pełna zawiści nie może patrzeć na związek swojego byłego męża z dużo młodszą kobietą.

## Obsada
- Leif Andrée – Mats
- Pernilla August – Agnes
- Jakob Eklund – Rickard
- Ingvar Hirdwall – Knut
- Magnus Krepper – Anders
- Sanna Krepper – Petra
- Johan Kvarnström – Jonas
- Camilla Larsson – Helen
- Marika Lindström – Mona
- Peter Lorentzon – Torsten
- Hampus Penttinen – Peter
- Ann Petrén – Anita
- Marie Richardson – Sofie
- Jan Coster – ksiądz
- Fredric Gildea – prowadzący program kulinarny[2]

## Produkcja
Zdjęcia kręcono między 28 października a 13 grudnia 2012 roku w Trollhättan, Uddevalla i Vänersborg.